# Helena Lindberg
Helena Charlotte Lindberg, född 23 mars 1960 i Neuilly-sur-Seine i Frankrike, är en svensk jurist, ämbetsman och generaldirektör.
Helena Lindberg blev juris kandidat vid Stockholms universitet 1984. Hon fullgjorde därefter tingsmeritering i Västerås tingsrätt 1984–1986, var hovrättsfiskal i Svea hovrätt och tingsfiskal i Stockholms tingsrätt samt avslutade domarutbildningen som hovrättsassessor i Svea hovrätt 1991. Lindberg arbetade därefter i Regeringskansliet som rättssakkunnig i Försvarsdepartementet 1992–1995 och kansliråd och biträdande enhetschef i Justitiedepartementet 1995–1997. Hon var chefsjurist och stabschef på Säkerhetspolisen 1997–2001, ämnessakkunnig i Regeringskansliets samordningssekretariat för säkerhetspolitiska underrättelsefrågor 2001–2002 samt expeditions- och rättschef i Försvarsdepartementet 2003–2007.
Helena Lindberg var ordförande för den organisationskommitté som hade i uppdrag att genomföra regeringens beslut att bilda Myndigheten för samhällsskydd och beredskap (MSB) 2008. Under 2008 var hon generaldirektör för Krisberedskapsmyndigheten och Räddningsverket och därefter generaldirektör för den nya myndigheten MSB 2009–2017.
I februari 2017 utsågs Helena Lindberg av Sveriges riksdag, tillsammans med Stefan Lundgren och Ingvar Mattson, till riksrevisor för en sjuårsperiod från den 15 mars 2017. År 2020 omorganiserades Riksrevisionen, så att antalet riksrevisorer minskades från tre till en, och Lindberg blev då ensam riksrevisor. Lindbergs mandatperiod som riksrevisor löpte ut 2024.

## Utmärkelser
- H.M. Konungens medalj av 12:e storleken i Serafimerordens band, 28 januari 2025[3]